# 기예르모 라소
기예르모 알베르토 산티아고 라소 멘도사(스페인어: Guillermo Alberto Santiago Lasso Mendoza, 1955년 11월 16일~)는 에콰도르 제47대 대통령이다. 라소는 2013년 에콰도르 총선의 대통령 후보였으며, 2013년 에콰도르 총선에서 유효 득표율 22.68%로 2위를 차지했지만, 에콰도르의 전 대통령인 라파엘 코레아의 51.99%에 뒤져, 결선 투표는 치러지지 않았다. 그 후 2021년 에콰도르 대통령 선거에 출마하여 당선되었다.

## 역대 선거 결과
| 선거명      | 직책명            | 대수 | 정당      | 1차 득표율 | 1차 득표수  | 2차 득표율 | 2차 득표수  | 결과 | 당락 |
| ----------- | ----------------- | ---- | --------- | ---------- | ----------- | ---------- | ----------- | ---- | ---- |
| 2013년 선거 | 에콰도르의 대통령 | 45대 | 기회 창조 | 22.68%     | 1,951,102표 |            |             | 2위  | 낙선 |
| 2017년 선거 | 에콰도르의 대통령 | 46대 | 기회 창조 | 28.09%     | 2,652,403표 | 48.84%     | 4,833,389표 | 2위  | 낙선 |
| 2021년 선거 | 에콰도르의 대통령 | 47대 | 기회 창조 | 19.74%     | 1,830,172표 | 52.36%     | 4,656,426표 | 1위  |      |